# Недільський Іван
Іван Неді́льський (27 липня 1895, Золотий Потік — 25 червня 1970, Нью-Йорк) — український композитор, віолончеліст, педагог; один із засновників Українського Музичного інституту Америки (США).

## Біографія
Народився 27 липня 1895 року в містечку Золотому Потоці (нині смт Чортківського району Тернопільської області, Україна) у сім'ї державного урядовця. В 1914 році закінчив гімназію в Чернівцях. 
З початком Першої світової війни мобілізований до австрійської армії, у якій дослужився до звання хорунжого. Потрапив у полон, перебував два роки в таборі Монте-Кассіно (Королівство Італія), де написав найвідомішу із своїх пісень «Засяло сонце золоте» на слова Степана Пилипенка.
Після звільнення поїхав до Берліна, де навчався в університеті на філологічному факультеті та в Консерваторії Штерна. Здобувши освіту, працював в українській гімназії Підгайців на Тернопільщині, одночасно керував чоловічим хором «Боян».
З 1928 року працював учителем німецької мови в польській гімназії у Станиславові, а згодом директором і викладачем Станиславівської філії Вищого музичного інституту імені Миколи Лисенка й диригентом хору «Боян».
У роки німецької окупації був диригентом музично-драматичного театру імені Івана Франка. Під його музичним керівництвом пройшли вистави: «Запорожець за Дунаєм», «Наталка Полтавка» та «Катерина».
Навесні 1944 року емігрував до Німеччини (Байройтський український табір для переміщених осіб),  де він створив хор і викладав німецьку мову в заснованій українськими емігрантами таборовій гімназії. 
В 1948 році емігрував до США, де в Нью-Йорку організував Український музичний інститут і став його професором і членом дирекції, керував жіночим хором «Боян». Виступав як диригент та віолончеліст. 
Помер у Нью-Йорку 25 червня 1970 року. Похований на Цвинтарі святого Андрія у містечку Саут-Баунд-Брук. На надгробку композитора вигравірувана початкова фраза пісні «Засяло сонце золоте».